# STS-41-G
STS-41-G est la 6e mission de la navette spatiale Challenger. C'est la première fois qu'un véhicule spatial met en orbite un équipage de sept personnes. Cette mission fut importante pour le Canada,  Marc Garneau étant le premier Canadien dans l'espace. Elle fut la seconde mission de Challenger à intégrer un membre d'équipage non américain.

## Équipage
- Commandant : Robert L. Crippen (4)  États-Unis
- Pilote : Jon A. McBride (1)  États-Unis
- Spécialiste de mission 1 : Kathryn D. Sullivan (1)  États-Unis
- Spécialiste de mission 2 : Sally K. Ride (2)  États-Unis
- Spécialiste de mission 3 : David C. Leestma (1)  États-Unis
- Spécialiste du chargement 1 : Marc Garneau (1)  Canada
- Spécialiste du chargement 2 : Paul D. Scully-Power (1)  États-Unis

Le chiffre entre parenthèses indique le nombre de vols spatiaux effectués par l'astronaute au moment de la mission.

### Équipage de réserve
- Spécialiste du chargement : Robert E. Stevenson[1]  États-Unis
- Spécialiste du chargement :  Robert Thirsk  Canada

## Paramètres de la mission
- Masse :
  - Navette au décollage : 110 127 kg
  - Navette à l'atterrissage : 91 744 kg
  - Chargement : 10 643 kg
- Périgée : 350 km
- Apogée : 390 km
- Inclinaison : 51,7°
- Période : 92,0 min

### Sorties dans l'espace
- Leestma et Sullivan  - EVA 1
- Début de EVA 1 : 11 octobre 1984
- Fin de EVA 1 : 11 octobre 1984
- Durée : 3 heures, 29 minutes

## Mission
À bord se trouvaient sept membres d’équipage – le plus grand équipage de conduite à avoir jamais volé sur un seul vaisseau spatial à cette époque. Parmi eux, le commandant Robert L. Crippen, effectuant son quatrième vol dans la navette et son deuxième en six mois (Crippen est devenu le premier astronaute américain à effectuer deux missions spatiales au cours de la même année civile); le pilote Jon A. McBride; trois spécialistes de mission – David C. Leestma, Sally K. Ride et Kathryn D. Sullivan – et deux spécialistes de charge utile, Paul D. Scully-Power et Marc Garneau, le premier citoyen canadien à servir comme membre d’équipage de la navette, ainsi que le premier Canadien dans l’espace. La mission marquait également la première fois que deux femmes astronautes volaient ensemble.
Sullivan est devenue la première femme américaine à marcher dans l’espace lorsqu’elle et Leestma ont effectué une activité extravéhiculaire (EVA) de 3 heures le 11 octobre 1984, démontrant le système de ravitaillement orbital (ORS) et prouvant la faisabilité du Ravitaillement des satellites en carburant en orbite.
Neuf heures après le décollage, le satellite ERBS (Earth Radiation Budget Satellite) de 2 307 kg (5 086 lb) est déployé à partir de la soute par le bras robotique Canadarm, et ses propulseurs embarqués l’ont propulsé en orbite à 560 km (350 mi) au-dessus de la Terre. ERBS était le premier des trois satellites prévus conçus pour mesurer la quantité d’énergie reçue du Soleil et réémise dans l’espace. Il a également étudié le mouvement saisonnier de l’énergie des tropiques vers les régions polaires.
Une autre activité importante de la mission a été l’exploitation du Shuttle Imaging Radar-B (SIR-B). Le SIR-B faisait partie de l’ensemble d’expériences OSTA-3 dans la baie de charge utile, qui comprenait également la caméra grand format (LFC) pour photographier la Terre, une autre caméra appelée MAPS qui mesurait la pollution atmosphérique et une expérience d’identification et de localisation appelée FILE, qui consistait en deux caméras de télévision et deux caméras fixes de 70 mm (2,8 pouces).
Le SIR-B était une version améliorée d’un appareil similaire piloté sur le package OSTA-1 pendant STS-2. Il avait un réseau d’antennes à huit panneaux mesurant 11 × 2 m (36,1 × 6,6 pi). Il a fonctionné tout au long du vol, mais des problèmes ont été rencontrés avec l’antenne en bande Ku de Challenger, et donc une grande partie des données ont dû être enregistrées à bord de l’orbiteur plutôt que transmises à la Terre en temps réel comme prévu à l’origine.
Le spécialiste de la charge utile Scully-Power, un employé du Naval Research Laboratory (NRL) des États-Unis, a effectué une série d’observations océanographiques au cours de la mission. Garneau a mené une série d’expériences parrainées par le gouvernement canadien, appelées CANEX, qui étaient liées à la science médicale, atmosphérique, climatique, des matériaux et de la robotique. Un certain nombre de bidons Getaway Special (GAS), couvrant une grande variété d’essais de matériaux et d’expériences de physique, ont également été transportés.